# Раратюк Галина Павлівна
Галина Павлівна Раратюк (1934, село Могилівка Жмеринського району Вінницької області — ?) — українська радянська діячка, слюсар контрольно-вимірювальних приладів Гніванського цукрового заводу Тиврівського району Вінницької області. Депутат Верховної Ради СРСР 7—9-го скликань.

## Біографія
Народилася в робітничій родині. Закінчила сільську семирічну школу.
У 1950—1953 роках — робітниця підприємства будівельних матеріалів (кам'яного кар'єру) залізничного транспорту.
У 1953—1959 роках — робітниця дифузійної батареї, колірувальниця, помічник апаратника, у 1959—1967 роках — старша фільтрувальниця Гніванського цукрового заводу Тиврівського району Вінницької області. Без відриву від виробництва здобула середню освіту.
З 1967 року — слюсар лабораторії контрольно-вимірювальних приладів Гніванського цукрового заводу Тиврівського району Вінницької області. Ударник комуністичної праці.
Потім — на пенсії.

## Нагороди
- орден «Знак Пошани»
- медаль «За доблесну працю. В ознаменування 100-річчя з дня народження Володимира Ілліча Леніна» (1970)
- медалі